# 克拉伦斯·牛顿
克拉伦斯·牛顿（英語：Clarence Newton，1899年2月3日—1979年10月23日），生于多伦多，加拿大男子拳击运动员。他曾代表加拿大参加1920年夏季奥林匹克运动会拳击比赛，获得男子135磅级铜牌。